# Jens Immanuel Baggesen

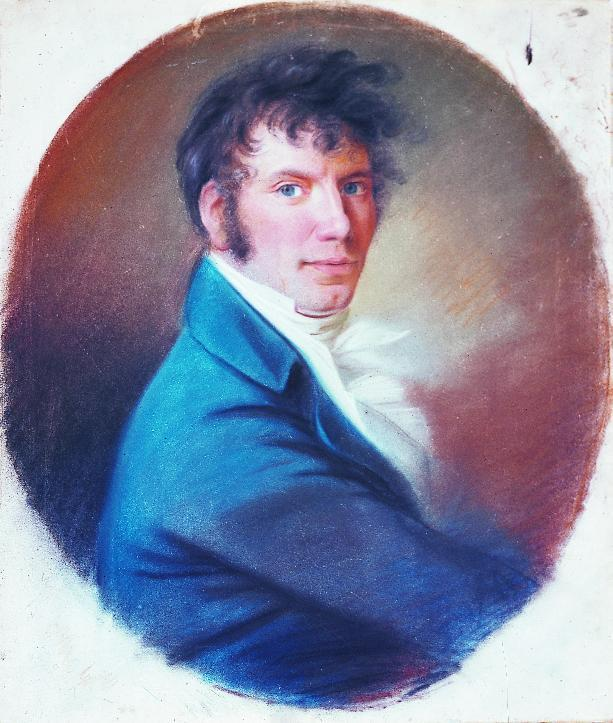
Jens Baggesen, pastel realizat de Christian Horneman

Jens Immanuel Baggesen (n. 15 februarie 1764 la Korsør - d. 3 octombrie 1826 la Hamburg) a fost un scriitor și textier danez.
Provenit dintr-o familie săracă, în tinerețe a fost copiator la un birou.
Sensibil și melancolic, a trecut prin mai multe tentative de sinucidere.
Grație perseverenței sale deosebite, în 1872 intră la Universitatea din Copenhaga.
La 21 de an debutează cu niște Povestiri comice ("Comiske Fortællinger", 1785).
Patru ani mai târziu publică un libret intitulat Holger Danske ("Ogier Danezul").
Acesta nu s-a bucurat de succes și , nemulțumit, Baggesen pleacă în Germania, apoi în Franța și Elveția.
În 1790 scrie în germană poemul Alpenlied.
În același an se întoarce în țara natală, unde publică poemul descriptiv Labirintul.
În viața sa urmează încă două decenii de călătorii prin nordul Europei, cea mai mare parte a timpului petrecând-o la Paris.
În 1803 publică epopeea idilică Parthenais, scrisă în germană.
În 1806 se întoarce la Copenhaga, unde locuiește până în 1820.
Ultimii ani din viață îi petrece la Paris într-o existență marcată de lipsuri și necesități, fiind și arestat pentru datorii.
Dorind să se înapoieze în Danemarca, moare pe drum într-un spital din Hamburg și este înmormântat la Kiel.
Scrierile sale au fost reunite de către fiii săi în 16 volume.
Ideile sale au fost apropiate de cele ale lui Voltaire și Wieland.